# Angiopteris smithii
Angiopteris smithii är en kärlväxtart som beskrevs av Marjan Raciborski. Angiopteris smithii ingår i släktet Angiopteris och familjen Marattiaceae. Inga underarter finns listade i Catalogue of Life.